# Santa Cruz de Juventino Rosas
Santa Cruz de Juventino Rosas est l'une des 46 municipalités qui composent l'État de Guanajuato, au Mexique.